# همخوان لبی
همخوان‌های لبی، همخوان‌هایی هستند که در آن یک یا هر دو لب آوا را می‌سازند. دو گونه همخوان لبی رایج دولبی که بیان با استفاده از هر دو لب است (همانند /ب/ و /م/) و لبی‌دندانی که بیان با لب پایین روی دندان‌های بالایی است (همانند /ف/ و /و/) که هر دو در فارسی وجود دارند. سومین گونه دندانی‌لبی است که لب بالایی روی دندان‌های پایینی قرار می‌گیرد (وارونه لبی‌دندانی) که در زبان‌های اندکی دیده می‌شود.